# بلقیس

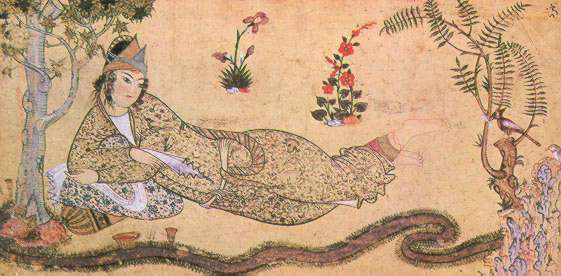
بلقیس که در باغ دراز کشیده است، مینیاتور ایرانی از حدود سال ۱۵۹۵ میلادی.

ملکه سبا، که در عربی با نام بلقیس و در زبان گعز با نام ماکدا نیز شناخته می‌شود، شخصیتی است که برای اولین بار در کتاب مقدس زبان عبری از آن یاد شده است. در داستان اصلی، او کاروانی از هدایای ارزشمند را برای سلیمان، چهارمین پادشاه اسرائیل و یهودا، می‌آورد. این روایت در یهودیت، مسیحیت اتیوپی و اسلام به تفصیل شرح داده شده است. در نتیجه، این داستان به موضوع یکی از متداول‌ترین و پربارترین چرخه‌های افسانه‌ای در غرب آسیا و شمال شرقی آفریقا و همچنین در سایر مناطقی که ادیان ابراهیمی تأثیر قابل توجهی داشته‌اند، تبدیل شده است.
مورخان و باستان‌شناسان مدرن، سبا را به عنوان یکی از پادشاهی‌های عربستان جنوبی که در یمن امروزی وجود داشته، می‌شناسند. با این حال، از آنجا که هیچ اثری از او تاکنون پیدا نشده است، وجود ملکه سبا در بین برخی از مورخان مورد بحث است.
بـِلقِیس بنت ذی‌شَرح، ملکهٔ سبا، به گفته روایات اسلامی دختر هدهاد بن شرحبیل و ملکه سرزمین سَبَأ بود. او زنی یمنی و از اهالی مَأرِب بود که پس از پدرش بر مأرب حکومت می‌کرد.
یکی از حاکمان منطقه برای تسخیر مأرب حمله کرد، اما موفق نشد و با کشته شدن او بلقیس تمام یمن را تحت سیطره خود گرفت و سبأ را پایتخت خود قرار داد. سلیمان، توسط هدهدی از وجود او و مردمانش آگاه شد و طی نامه‌ای از او دعوت کرد تا خود و مردمان سرزمین سبا که خورشیدپرست بودند، به خداوند یگانه ایمان بیاورند و نزد او بروند.
بنا بر آیات قرآن در سوره نمل، بلقیس نزد سلیمان رفت و سلیمان استقبال باشکوهی برای او ترتیب داد. سرانجام بلقیس به حقانیت سلیمان پی برد و ایمان آورد. مردم ممالک او نیز همه موحّد و خداپرست شدند. بلقیس نیز -طبق برخی روایات- به همسری سلیمان درآمد.

## عرش بلقیس
عرش بلقیس یا محرم بلقیس نام معبدی است از دوران حکمرانی ملکهٔ سبأ بلقیس. آثار این معبد عظیم در نزدیکی شهر باستانی یمن مأرب باقی‌مانده است. نام محرم بلقیس را بر روی چند معبد بزرگ و کوچک در دوران حاکمیت سلسلهٔ پادشاهان سبا گذاشته بوده‌اند. یکی در ظفار و دیگری در صرواح و مهر، ولی بزرگ‌ترین و مشهورترین معبدها محرم بلقیس (معبد بلقیس) در شهر مأرب پایتخت مملکت سبا بود.

در لغت‌نامه دهخدا چنین آمده است: 
عرش بلقیس جایگاهی است یک روزه راه از ذمار. (کشور یمن) از آثارش فقط شش ستون رخام باقی‌مانده و کنار آن آب‌های جاری بسیاری یافت می‌شود، و آبگیرهایی دارد که هرکس وارد آن‌ها شود، به قول اهالی آنجا غرق می‌شود، و کسی را یارای آن نیست که به آن ستون‌ها برسد. اهالی آن سرزمین معتقدند آن بنای نیمه مخروبه عرش و تخت بلقیس بوده است.
در نزدیکی خرابه‌های عرش بلقیس آثار و ویرانه‌های یک پرستشگاه بزرگ به چشم می‌خورد، این معبد در یک کیلومتری شمال کاخ بلقیس قرار داشته بود. برخی از ملل باستانی به خدایان وِ الٰهه‌گان اعتقاد داشتند و به اعتقاد خویش برای جلب رضای آنان، مجسمه‌ها و بناهای یادبودی برمی‌افراشتند. یکی از این الهه‌گان الهه آفتاب بود که قوم بلقیس (مردم سبا) آن را الهه (شمس) می‌گفتند. مردم مملکت سبا معبدی برای الهه خورشید ساختند و مجسمه آن را که یک قرص کامل آفتاب بود در درون این معبد گذاشتند و آن را ستایش می‌نمودند. چونکه ملت سبا آفتاب‌پرست بودند و در هنگام طلوع و غروب آن را می‌پرستیدند. این معبد را از سنگ مرمر سفید و طلا ساخته بودند. آورده‌اند که این معبد برق می‌زد و بزرگ و بلند و باشکوه بود. معبد الهه شمس یکی از بزرگ‌ترین و کاملترین معبدهایی بود که در عهد ملکه بلقیس «ملکه مملکت سبا» ساخته شده بود. ویرانه‌های این معبد و مجسمه «قرص شمس» (آفتاب) که تکه‌تکه و خرابه‌های ستون‌های دیوار معبد که به جا مانده است نشان می‌دهد که معبدی بسیار باشکوه بوده است. این آثار برجستهٔ باستانی در کشور یمن و در ۹ کیلومتری شمال شهر مأرب کنونی واقع می‌باشد.